# Stylomesus hexapodus
Stylomesus hexapodus là một loài chân đều trong họ Ischnomesidae. Loài này được Brokeland & Brandt miêu tả khoa học năm 2004.